# Molossops neglectus
Molossops neglectus је сисар из реда слепих мишева. 

## Угроженост
Подаци о распрострањености ове врсте су недовољни.

## Распрострањење
Врста има станиште у Аргентини, Бразилу, Венецуели, Гвајани, Колумбији, Суринаму и Француској Гвајани.

## Популациони тренд
Популациони тренд је за ову врсту непознат.

## Станиште
Врста Molossops neglectus има станиште на копну.